# توسعه‌نیافتگی
توسعه‌نیافتگی یا کمتر توسعه‌یافتگی (انگلیسی: Underdevelopment) در چارچوب توسعه بین‌الملل، شرایط یا پدیده‌های گسترده‌ای را منعکس می‌کند که توسط نظریه‌پردازان در زمینه‌هایی مانند علم اقتصاد، مطالعات توسعه و مطالعات پسااستعمارگرایی تعریف و نقد شده‌است. در درجه اول برای متمایز کردن کشورها در امتداد معیارهای مربوط به توسعه انسانی استفاده می‌شود - مانند رشد اقتصادی کلان، بهداشت، آموزش، و استانداردهای زندگی که یک کشور توسعه نیافته در نقطه متقابل با کشور توسعه‌یافته، مدرن یا صنعتی قرار می‌گیرد. تصاویر رایج و غالب از کشورهای توسعه نیافته شامل کشورهایی است که دارای اقتصاد کمتر باثبات، رژیم‌های سیاسی کمتر دموکراتیک، فقر بیشتر، سوءتغذیه و بهداشت عمومی و سیستم‌های آموزشی ضعیف‌تر هستند.